# ناباروری زنان
ناباروری زنان به ناباروری در زنان اشاره دارد. این مشکل تقریباً ۴۸ میلیون زن را تحت تأثیر قرار می‌دهد، با بالاترین شیوع ناباروری که زنان در جنوب آسیا، آفریقای زیر صحرا، شمال آفریقا/خاورمیانه و اروپا و آسیای مرکزی/شرقی را تحت تأثیر قرار می‌دهد. ناباروری ناشی از عوامل مختلفی، از جمله تغذیه، بیماری‌ها و سایر ناهنجاری‌های رحم است. ناباروری زنان در سراسر جهان را تحت تأثیر قرار می‌دهد و تابوهای فرهنگی و اجتماعی مرتبط با آن متفاوت است.

## علت
علل یا عوامل ناباروری زنان را اساساً می‌توان بر اساس اکتسابی یا ژنتیکی یا کاملاً بر اساس مکان طبقه‌بندی کرد.
علل یا عوامل ناباروری زنان به‌طور کلی می‌توانند بر اساس اینکه آیا آنها اکتسابی یا ژنتیکی هستند، یا به‌طور خاص بر اساس موقعیت جغرافیایی طبقه‌بندی کرد.
اگرچه عوامل ناباروری زنان می‌توانند به عنوان اکتسابی یا ژنتیکی طبقه‌بندی شوند، اما ناباروری زنان معمولاً ترکیبی از طبیعت و پرورش است. همچنین، وجود هر عامل خطر واحد برای ناباروری زنان (مانند سیگار کشیدن که در ادامه به آن اشاره شده است) لزوماً باعث ناباروری نمی‌شود و حتی اگر زنی به‌طور قطع نابارور باشد، نمی‌توان به‌طور قطعی ناباروری را به هر عامل خطر واحد نسبت داد، حتی اگر آن عامل خطر (یا در گذشته) وجود داشته باشد.

### اکتسابی
طبق گفته انجمن پزشکی باروری آمریکا (ASRM)، سن، سیگار کشیدن، عفونت‌های منتقل شده از راه جنسی و اضافه یا کمبود وزن، می‌توانند بر باروری تأثیر بگذارند.
به‌طور کلی، عوامل اکتسابی شامل هر عاملی است که بر اساس یک جهش ژنتیکی نیست، از جمله هرگونه قرارگیری در معرض سموم درون رحمی در طول رشد جنینی، که ممکن است سال‌ها بعد به عنوان ناباروری در بزرگسالی بروز کند.

#### سن
مقدار تشعشع جذب شده توسط تخمدان‌ها تعیین می‌کند که آیا شخص نابارور می‌شود یا خیر. دوزهای بالا می‌توانند برخی یا تمام تخمک‌های موجود در تخمدان‌ها را از بین ببرند و ممکن است منجر به ناباروری یا یائسگی زودرس شود.
باروری یک زن تحت تأثیر سن او قرار دارد. میانگین سن اولین قاعدگی (منارک) دختران ۱۲ تا ۱۳ سال است (۱۲٫۵ سال در ایالات متحده،۱۲٫۷۲ در کانادا، و ۱۲٫۹ در بریتانیا)، اما در دختران پس از منارک، حدود ۸۰٪ از سیکل‌ها در سال اول پس از منارک، ۵۰٪ در سال سوم و ۱۰٪ در سال ششم بدون تخمک‌گذاری هستند. باروری یک زن در اوایل و اواسط دهد ۲۰ سالگی به اوج خود می‌رسد و پس از آن شروع به کاهش می‌کند، که این کاهش پس از سن ۳۵ سالگی تسریع می‌یابد. با این حال، برآوردهای دقیق شانس یک زن برای باردار شدن پس از سن خاصی مشخص نیست و تحقیقات نتایج متفاوتی را ارائه می‌دهند. شانس یک زوج برای باردار شدن موفق در سنین بالا به عوامل زیادی، از جمله سلامت عمومی زن و باروری شریک مرد بستگی دارد.
یائسگی معمولاً بین ۴۴ تا ۵۸ سالگی رخ می‌دهد. آزمایش DNA به ندرت برای تأیید ادعاهای بارداری در سنین بالا انجام می‌شود، اما در یک مطالعه بزرگ، از میان ۱۲٬۵۴۹ مادر مهاجر آفریقایی و خاورمیانه‌ای که با آزمایش DNA تأیید شده بودند، تنها دو مادر بالای پنجاه سال بودند، که پیرترین مادر در زمان بارداری ۵۲٫۱ سال داشت (و جوان‌ترین مادر ۱۰٫۷ ساله بود).

#### سیگار کشیدن

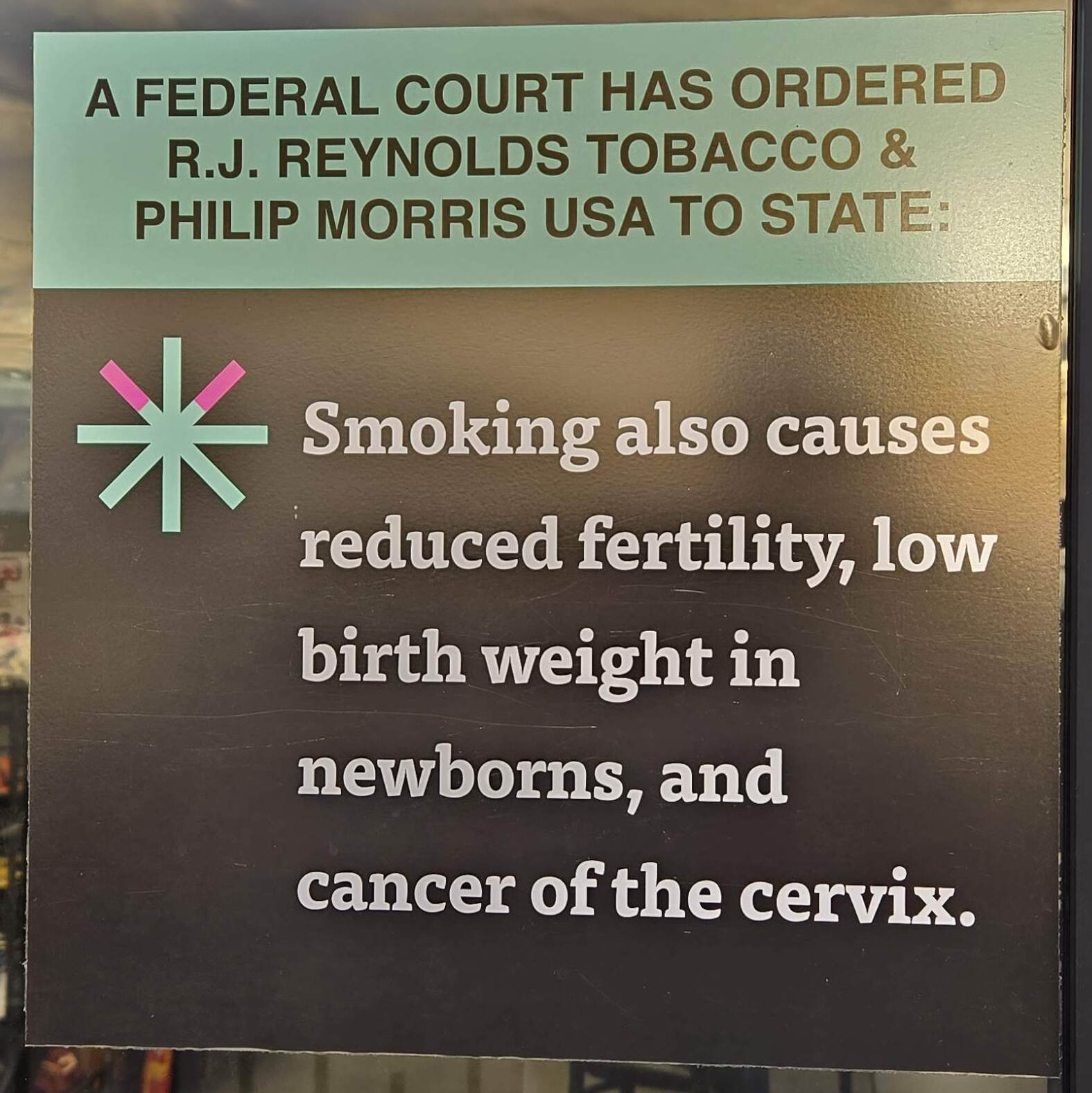
یک بیانیه اصلاحی به دستور دادگاه: «سیگار کشیدن باعث کاهش باروری، وزن کم هنگام تولد در نوزادان و سرطان دهانه رحم می‌شود» (ایالات متحده، ۲۰۲۴).

استعمال دخانیات برای تخمدان‌ها مضر است و میزان آسیب به مقدار و مدت زمانی که یک زن سیگار می‌کشد یا در معرض محیط پر از دود قرار می‌گیرد، بستگی دارد. نیکوتین و سایر مواد شیمیایی مضر در سیگار با توانایی بدن برای تولید استروژن، هورمونی که فولیکول‌زایی و تخمک‌گذاری را تنظیم می‌کند، تداخل ایجاد می‌کند. همچنین، سیگار کشیدن با فولیکول‌زایی، انتقال جنین، پذیرش آندومتر، آنژیوژنز آندومتر، جریان خون رحمی و میومتریوم رحم تداخل دارد. برخی از آسیب‌ها غیرقابل برگشت است، اما ترک سیگار می‌تواند از آسیب‌های بیشتر جلوگیری کند. سیگاری‌ها ۶۰٪ بیشتر از غیر سیگاری‌ها در معرض ناباروری قرار دارند.سیگار کشیدن شانس تولید زایمان زنده از IVF را ۳۴٪ کاهش می‌دهد و خطر سقط جنین در بارداری IVF را ۳۰٪ افزایش می‌دهد. همچنین، زنان سیگاری به‌طور تقریبی ۱ تا ۴ سال زودتر یائسگی را تجربه می‌کنند.

#### عفونت‌های مقاربتی
عفونت‌های مقاربتی عامل اصلی ناباروری هستند. آنها اغلب علائم اندکی، اگر هیچ علائم قابل مشاهده ای نداشته باشند، با خطر عدم موفقیت به موقع درمان مناسب برای جلوگیری از کاهش باروری را نشان می‌دهند.
عفونت‌های مقاربتی یکی از علل اصلی ناباروری هستند. این عفونت‌ها معمولاً علائم قابل مشاهده کمی دارند یا اصلاً علائمی نشان نمی‌دهند، که این موضوع خطر عدم مراجعه برای درمان در زمان مناسب برای جلوگیری از کاهش باروری را افزایش می‌دهد.

#### وزن بدن و اختلالات جذب
دوازده درصد از تمام موارد ناباروری ناشی از کم‌وزنی یا اضافه‌وزن زنان است. سلول‌های چربی علاوه بر اندام‌های جنسی اصلی،استروژن تولید می‌کنند. چربی بدن بیش از حد باعث تولید بیش از حد استروژن می‌شود و بدن شروع به واکنشی می‌کند که درمانند استفاده از قرص‌های ضدبارداری است، که شانس باردار شدن را محدود می‌کند.از طرف دیگر، چربی بدن بسیار کم باعث تولید ناکافی استروژن و اختلال در چرخه قاعدگی می‌شود.زنان کم‌وزن و اضافه‌وزن هر دو دارای چرخه‌های نامنظم هستند که در آن تخمک‌گذاری یا وجود ندارد یا ناکافی است.تغذیه مناسب در اوایل زندگی نیز عامل مهمی برای باروری در آینده است.
یک مطالعه در ایالات متحده نشان داد که تقریباً ۲۰٪ از زنان نابارور دارای اختلالات تغذیه‌ای گذشته یا حال هستند، که این میزان پنج برابر بیشتر از نرخ شیوع کلی در طول عمر است.
در یک بررسی که در سال ۲۰۱۰ انجام شد، به این نتیجه رسید که زنان دارای اضافه وزن و چاقی که دچار ناباروری هستند، احتمال موفقیت کمتری در درمان‌های ناباروری دارند و بارداری‌های آن‌ها با عوارض بیشتری و هزینه‌های بالاتری همراه است. در گروه‌های فرضی از ۱۰۰۰ زن که تحت مراقبت باروری قرار داشتند، این مطالعه حدود ۸۰۰ تولد زنده برای زنان با وزن نرمال و ۶۹۰ تولد زنده برای زنان نابارور دارای اضافه وزن و چاقی را شمارش کرد. برای زنان تخمک‌گذاری شده، این مطالعه حدود ۷۰۰ تولد زنده برای زنان با وزن نرمال، ۵۵۰ تولد زنده برای زنان دارای اضافه وزن و ۵۳۰ تولد زنده برای زنان چاق را شمارش نمود. افزایش هزینه به ازای هر تولد زنده در زنان نابارور دارای اضافه وزن و چاقی به ترتیب ۵۴ و ۱۰۰ درصد بیشتر از همتایان با وزن نرمال آن‌ها بود، و برای زنان تخمک‌گذاری شده، به ترتیب ۴۴ و ۷۰ درصد بیشتر بود.

#### تشعشع
قرار گرفتن در معرض تشعشع، بسته به فرکانس، قدرت و مدت زمان قرارگیری، خطر بالایی برای ناباروری ایجاد می‌کند. گزارش‌ها نشان می‌دهند که پرتودرمانی می‌تواند منجر به ناباروری شود.

#### شیمی درمانی
شیمی‌درمانی خطر بالایی برای باروری دارد. شیمی‌درمانی‌هایی که خطر بالای ناباروری دارند شامل پروکاربازین و سایر داروهای آلکیله کننده مانند سیکلوفسفامید، ایفوسفامید، بوسولفان، ملفالن، کلرامبوسیل و کلرمتین هستند. داروهایی با خطر متوسط شامل دوکسوروبیسین و آنالوگ‌های پلاتینیوم مانند سیس‌پلاتین و کاربوپلاتین هستند. از طرف دیگر، درمان‌هایی با خطر پایین گنادوتوکسیک شامل مشتقات گیاهی مانند وینکریستین و وینبلاستین، آنتی‌بیوتیک‌هایی مانند بلیومایسین و داکتینومایسین و آنتی‌متابولیت‌هایی مانند متوترکسات، مرکاپتوپورین و ۵-فلوروراسیل می‌شوند.
ناباروری زنان ناشی از شیمی‌درمانی به نظر می‌رسد که به دلیل نارسایی زودرس تخمدان‌ها به علت از دست دادن فولیکول‌های اولیه باشد. این از دست دادن لزوماً از اثر مستقیم داروهای شیمی‌درمانی نیست، بلکه ممکن است به دلیل افزایش نرخ شروع رشد برای جایگزینی فولیکول‌های در حال رشد آسیب‌دیده باشد.تعداد فولیکول‌های آنترا بعد از سه دوره شیمی‌درمانی کاهش می‌یابد، در حالی که سطح هورمون تحریک‌کننده فولیکول (FSH) بعد از چهار دوره به سطح یائسگی می‌رسد. تغییرات هورمونی دیگر در شیمی‌درمانی شامل کاهش سطح اینهیبین B و هورمون ضد میلیریان است.
زنان می‌توانند قبل از شیمی‌درمانی از چندین روش حفظ باروری، از جمله انجماد بافت تخمدان، تخمک‌ها یا جنین‌ها استفاده کنند.

#### ناباروری ایمنی
آنتی‌بادی‌های ضد اسپرم (ASA) به عنوان یکی از علل ناباروری در حدود ۱۰ تا ۳۰ درصد از زوج‌های نابارور در نظر گرفته شده‌اند. تولید ASA به سمت آنتی‌ژن‌های سطحی روی اسپرم هدایت می‌شود که می‌تواند بر حرکت اسپرم و انتقال آن از طریق دستگاه تناسلی زن تأثیر بگذارد و باعث مهار ظرفیت‌سازی و واکنش آکروزوم، اختلال در باروری، تأثیر بر فرایند کاشت و اختلال در رشد و نمو جنین شوند. عواملی که به تشکیل آنتی‌بادی‌های ضد اسپرم در زنان کمک می‌کنند شامل اختلال در مکانیسم‌های ایمنی طبیعی، عفونت، نقض یکپارچگی غشاهای مخاطی، تجاوز و رابطه جنسی دهانی یا مقعدی بدون محافظت هستند.

#### سایر عوامل اکتسابی
- چسبندگی ثانویه پس از جراحی در حفره صفاقی علت اصلی ناباروری اکتسابی است.[۲۱] یک متاآنالیز در سال ۲۰۱۲ به این نتیجه رسید که تنها شواهد کمی برای این اصل جراحی وجود دارد که استفاده از تکنیک‌های کمتر تهاجمی، وارد کردن اجسام خارجی کمتر یا ایجاد ایسکمی کمتر باعث کاهش وسعت و شدت چسبندگی می‌شود.[۲۱]
- دیابت شیرین. یک بررسی بر دیابت نوع ۱ به این نتیجه رسید که با وجود درمان‌های مدرن، زنان مبتلا به دیابت در معرض خطر بیشتری برای ناباروری زنان هستند که این موضوع در تأخیر در بلوغ و منارک، ناهنجاری‌های قاعدگی (به ویژه الیگومنوره)، هایپرآندروژنیسم خفیف، سندرم تخمدان پلی‌کیستیک، تعداد کمتر کودکان زنده متولد شده و احتمالاً یائسگی زودرس منعکس می‌شود.[۲۲] مدل‌های حیوانی نشان می‌دهند که ناهنجاری‌های سطح مولکولی ناشی از دیابت شامل اختلال در سیگنال‌دهی لپتین، انسولین و کیسپپتین است.[۲۲]
- بیماری سلیاک. علائم غیرگوارشی بیماری سلیاک ممکن است شامل اختلالات باروری باشد، مانند تأخیر در منارک، آمنوره، ناباروری یا یائسگی زودرس و عوارض بارداری، مانند محدودیت رشد داخل رحمی (IUGR)، نوزادان کوچک برای سن حاملگی (SGA)، سقط‌های مکرر، زایمان زودرس یا نوزادان با وزن کم هنگام تولد (LBW). با این حال، رژیم غذایی بدون گلوتن خطر را کاهش می‌دهد. برخی از نویسندگان پیشنهاد می‌کنند که پزشکان باید وجود بیماری سلیاک تشخیص‌نداده شده را در زنان با ناباروری غیرقابل توضیح، سقط مکرر یا IUGR بررسی کنند.[۲۳][۲۴]
- بیماری جدی کبد یا کلیه
- ترومبوفیلی[۲۵][۲۶]
- استعمال کانابیس، مانند ماری‌جوآنا، باعث اختلالات در سیستم اندوکانابینوئید می‌شود که ممکن است منجر به ناباروری گردد.[۲۷]
- تشعشع، مانند آنچه در پرتودرمان اتفاق می‌افتد. دوز تابش به تخمدان‌ها که به‌طور کلی باعث ناباروری دائمی زنان می‌شود، ۲۰٫۳ گری در هنگام تولد، ۱۸٫۴ گری در ۱۰ سالگی، ۱۶٫۵ گری در ۲۰ سالگی و ۱۴٫۳ گری در ۳۰ سالگی است.[۲۸] پس از تابش کل بدن، بهبودی عملکرد غدد جنسی در ۱۰−۱۴٪ موارد رخ می‌دهد و تعداد بارداری‌های مشاهده‌شده پس از پیوند سلول‌های بنیادی خونی که شامل چنین رویه‌ای است، کمتر از ۲٪ است.[۲۹][۳۰]

### عوامل ژنتیکی
بسیاری از ژن‌ها وجود دارند که جهش در آن‌ها باعث ناباروری زنان می‌شود، همان‌طور که در جدول زیر نشان داده شده است. همچنین، شرایط اضافی مرتبط با ناباروری زنان وجود دارد که اعتقاد بر این است که ژنتیکی هستند، اما هیچ ژن واحدی مسئول آن‌ها پیدا نشده است، به‌ویژه سندرم مایر-روکیتانسکی-کستنر-هاوزر (MRKH). در نهایت، تعداد نامشخصی از جهش‌های ژنتیکی باعث ایجاد حالت نازایی می‌شوند که علاوه بر عوامل دیگر مانند عوامل محیطی، ممکن است به‌صورت ناباروری آشکار نمایان شود.
ناهنجاری‌های کروموزومی که باعث ناباروری زنان می‌شوند شامل سندرم ترنر است. اهدا تخمک یک گزینه جایگزین برای بیمارانی است که مبتلا به سندرم ترنر هستند.
برخی از این ناهنجاری‌های ژنتیکی یا کروموزومی باعث ایجاد شرایط بین‌جنسی، مانند سندرم عدم حساسیت به آندروژن می‌شوند.
| ژن            | پروتئین کد شده                                  | اثر کمبود                                                                     |
| ------------- | ----------------------------------------------- | ----------------------------------------------------------------------------- |
| BMP15         | پروتئین مورفوژنتیک استخوان ۱۵                   | نارسایی تخمدانی هایپرگنادوتروپیک (POF4)                                       |
| BMPR1B        | گیرنده پروتئین مورفوژنتیک استخوان ۱B            | اختلال عملکرد تخمدان، هیپرگنادوتروپیک هیپوگنادیزم و آکرومزوملیک کندرودیسپلازی |
| CBX2; M33     | پروتئین هومولوگ کروموباکس ۲                     | معکوس جنسیت مرد به زن ۴۶،XY (زنان ظاهراً کامل)                                 |
| CHD7          | پروتئین کرومودومین-هلیکاز-پیوندی DNA ۷          | سندرم CHARGE و سندرم کالمن (KAL5)                                             |
| DIAPH2        | همولوگ دیافانوس ۲                               | نارسایی تخمدانی هایپرگنادوتروپیک، نارسایی زودرس تخمدانی (POF2A)               |
| FGF8          | فاکتور رشد فیبروبلاست ۸                         | هیپوگنادیزم نرمالسمیک و سندرم کالمن (KAL6)                                    |
| FGFR1         | گیرنده فاکتور رشد فیبروبلاست ۱                  | سندرم کالمن (KAL2)                                                            |
| HFM1          |                                                 | نارسایی تخمدانی اولیه                                                         |
| FSHR          | گیرنده FSH                                      | هیپرگنادوتروپیک هیپوگنادیزم و سندرم تحریک بیش از حد تخمدان                    |
| FSHB          | زیرواحد بتا فولیکول-تحریک‌کننده                  | کمبود هورمون تحریک‌کننده فولیکول، آمنوره اولیه و ناباروری                      |
| FOXL2         | پروتئین جعبه Forkhead L2                        | نارسایی زودرس تخمدانی (POF3) مرتبط با نوع I BPES                              |
| FMR1          | نارسایی ذهنی Fragile X                          | نارسایی تخمدانی زودرس (POF1) مرتبط با پیش‌جهش‌ها                                |
| GNRH1         | هورمون آزادکننده گنادوتروپین                    | هیپوگنادیزم نرمالسمیک                                                         |
| GNRHR         | گیرنده GnRH                                     | هیپوگنادوتروپیک هیپوگنادیزم                                                   |
| KAL1          | سندرم کالمن                                     | هیپوگنادوتروپیک هیپوگنادیزم و بی‌خوابی                                         |
| KISS1R; GPR54 | گیرنده KISS1                                    | هیپوگنادوتروپیک هیپوگنادیزم                                                   |
| LHB           | پلی‌پپتید بتا هورمون لوتئینه‌کننده                | هیپوگنادیزم و شبه‌هرمافرودیتیسم                                                |
| LHCGR         | گیرنده LH/هورمون گنادوتروپین                    | هیپرگنادوتروپیک هیپوگنادیزم (مقاومت به هورمون لوتئینه‌کننده)                   |
| DAX1          | ژن حساس به دوز برای معکوس جنسیت، نارسایی آدرنال | نارسایی آدرنال مادرزادی X-لینک با هیپوگنادوتروپیک هیپوگنادیزم                 |
| NR5A1; SF1    | فاکتور استروئیدزایی ۱                           | معکوس جنسیت مرد به زن ۴۶،XY و نارسایی تخمدانی اولیه ۴۶،XX                     |
| POF1B         | نارسایی تخمدانی زودرس ۱B                        | هیپرگنادوتروپیک، آمنوره اولیه (POF2B)                                         |
| PROK2         | پروکینتیکین                                     | هیپوگنادوتروپیک هیپوگنادیزم و سندرم کالمن (KAL4)                              |
| PROKR2        | گیرنده پروکینتیکین ۲                            | سندرم کالمن (KAL3)                                                            |
| RSPO1         | عضو خانواده R-spondin ۱                         | معکوس جنسیت زن به مرد ۴۶،XX                                                   |
| SRY           | ناحیه تعیین‌کننده جنس Y                          | جهش‌ها منجر به زنان ۴۶،XY می‌شوند                                               |
| SCNN1A        | زیرواحد آلفای کانال سدیمی اپی‌تلیالی             | جهش‌های بی‌معنی منجر به بیان ناقص ENaC در دستگاه تناسلی زنانه                   |
| SOX9          | ژن HMB-box مرتبط با SRY                         |                                                                               |
| STAG3         | آنتی‌ژن استرومایی ۳                              | نارسایی تخمدانی زودرس                                                         |
| TAC3          | تاکی‌کینین ۳                                     | هیپوگنادوتروپیک هیپوگنادیزم                                                   |
| TACR3         | گیرنده تاکی‌کینین ۳                              | هیپوگنادوتروپیک هیپوگنادیزم                                                   |
| ZP1           | گلیکوپروتئین زونا پلوزیدا ۱                     | اختلال در تشکیل زونا پلوزیدا                                                  |

### بر اساس مکان

#### عوامل هیپوتالاموس هیپوفیز
- اختلال عملکرد هیپوتالاموس
- هیپرپرولاکتینمی

#### عوامل تخمدانی
- شیمی درمانی (همان‌طور که قبلاً توضیح داده شد) با عوامل خاصی خطر بالای سمیت تخمدان‌ها را دارد.
- بسیاری از نقص‌های ژنتیکی (همان‌طور که قبلاً توضیح داده شد) عملکرد تخمدان را مختل می‌کند.
- سندرم تخمدان پلی کیستیک (همچنین ناباروری در سندرم تخمدان پلی کیستیک ببینید)
- دو مورد از این سه معیار باید وجود داشته باشد: ۱) آمنوره/اولیگومنوره ۲) هایپرآندروژنیسم ۳) سونوگرافی PCO
- باید موارد زیر رد شوند:
  - هایپرپلازی مادرزادی غدد فوق کلیوی
  - تومورهای تولیدکننده آندروژن
  - هایپرپرولاکتینمی

برخی از عواقب سندرم تخمدان پلی‌کیستیک عبارتند از:
- مقاومت به انسولین در ۸۰٪ از زنان مبتلا به PCOS
- شیوع بالاتر سقط جنین خودبه‌خودی.
- خطر بالاتر ابتلا به دیابت نوع ۲.
- عدم تخمک گذاری ناباروری زنان ناشی از عدم تخمک گذاری را «ناباروری تخمک گذاری» می‌گویند، برخلاف «ناباروری تخمک» که در آن تخمک گذاری وجود دارد.[۳۳]
- کاهش ذخیره تخمدانی، همچنین به عنوان «ذخیره تخمدانی ضعیف» نیز شناخته می‌شود.

- سونوگرافی: تعداد فولیکول‌های آنترال (AFC) > 6AF
- هورمون‌ها: FSH, E2، AMH
- یائسگی زودرس
- یائسگی
- اختلال عملکرد لوتئال[۳۴]
- دیسژنزیس گناد (سندرم ترنر)

#### فاکتورهای لوله ای (خارجی) / صفاقی
- اندومتریوز (همچنین به اندومتریوز و ناباروری مراجعه کنید)
- چسبندگی‌های لگنی
- بیماری التهابی لگن (PID، معمولاً ناشی از کلامیدیا)[۳۵]
- اختلال عملکرد لوله‌ها
- بارداری خارج رحمی قبلی. یک مطالعه تصادفی در سال ۲۰۱۳ به این نتیجه رسید که نرخ بارداری داخل رحمی دو سال پس از درمان بارداری خارج رحمی تقریباً ۶۴٪ با جراحی رادیکال، ۶۷٪ با دارو و ۷۰٪ با جراحی محافظه‌کارانه است.[۳۶] در مقایسه، نرخ بارداری تجمعی زنان زیر ۴۰ سال در جمعیت عمومی در طول دو سال بیش از ۹۰٪ است.
- هیدروسالپنکس شایع‌ترین است. این زمانی اتفاق می‌افتد که مایع در لوله‌ها وجود داشته باشد. چند روش برای آزمایش آن دارد: هیستروسالپینگوگرافی، که در آن می‌توان هم رحم (هیسترو) و هم لوله‌ها را دید. هیستروسونوسالپینگوگرافی، که فقط رحم را می‌بیند. این آزمایش برای بررسی اینکه آیا لوله‌ها قابل نفوذ هستند یا اینکه مانعی در مسیر به رحم وجود دارد، استفاده می‌شود. باید یک کنتراست مایع را از طریق واژن وارد کرده و مسیر آن را از طریق اشعه ایکس بررسی کنند. اگر لوله مسدود باشد، مایع کنتراست در لوله‌ها متوقف می‌شود، اما اگر مسدود نباشد، به حفره شکمی می‌رسد. جریان این کنتراست نیاز به حرکات پریستالتیک دارد. این انسداد می‌تواند ناشی از عفونت‌های مقاربتی، جراحی قبلی، پریتونیت یا اندومتریوز باشد.

#### عوامل رحمی
- ناهنجاری‌های رحم[۳۷]
- فیبروم رحم
- سندرم آشرمن[۳۸]
- شکست کاشت بدون هیچ علت اولیه شناخته‌شده‌ای. این وضعیت منجر به نتیجه منفی در آزمایش بارداری می‌شود، با وجود اینکه انتقال جنین انجام شده است.
- میوم

پیش از این، تصور می‌شد که رحم دو شاخه با ناباروری مرتبط است، اما مطالعات اخیر چنین ارتباطی را تأیید نکرده است.

#### عوامل گردن رحم
- تنگی دهانه رحم[۴۱]
- آنتی‌بادی‌های ضد اسپرم
- مخاط دهانه رحم غیر پذیرنده[۴۲]

#### عوامل واژن
- واژینیسموس
- انسداد واژن

### میوز متوقف شده
میوز، نوع خاصی از تقسیم سلولی است که مختص سلول‌های جنسی است و در زنان، سلول‌های تخمک را تولید می‌کند. در طول میوز، جداسازی دقیق کروموزوم‌ها باید در دو دور تقسیم انجام شود تا پس از لقاح، یک زیگوت با مجموعه‌ای صحیح از کروموزوم‌های دیپلوئید (یوفلویید) ایجاد شود. حدود نیمی از تمام سقط‌های خودبخودی، آنوپلوئید هستند، به این معنی که مجموعه‌ای نادرست از کروموزوم‌ها دارند. واریانت‌های ژنتیکی انسانی که احتمالاً باعث اختلال در فرآیندهای حیاتی میوز می‌شوند، در ۱۴ ژن مرتبط با ناباروری زنان شناسایی شده‌اند.
یکی از علل اصلی ناباروری زنان، نارسایی زودرس تخمدان است. این نارسایی یک بیماری ناهمگن است که حدود ۱٪ از زنان زیر ۴۰ سال را تحت تأثیر قرار می‌دهد. برخی از موارد ناباروری زنان ناشی از اختلال در ترمیم DNA در طول میوز است.

## تشخیص
تشخیص نازایی با بررسی تاریخچه پزشکی و معاینه بالینی آغاز می‌شود. ارائه‌دهنده مراقبت‌های بهداشتی ممکن است آزمایش‌هایی را درخواست کند، از جمله موارد زیر:
- تست‌های آزمایشگاهی
  - آزمایش هورمونی، برای اندازه‌گیری سطح هورمون‌های زنانه در زمان‌های مشخصی در طول چرخه قاعدگی.
  - اندازه‌گیری FSH و استروژن در روزهای ۲ یا ۳ برای ارزیابی ذخیره تخمدان.
  - اندازه‌گیری عملکرد تیروئید[۴۵] (سطح هورمون محرک تیروئید (TSH) بین ۱ تا ۲ مقدار بهینه برای لقاح در نظر گرفته می‌شود).
  - اندازه‌گیری پروژسترون در نیمه دوم چرخه برای کمک به تأیید تخمک گذاری.
  - هورمون آنتی مولر برای تخمین ذخیره تخمدان.[۴۶]
- معاینه و تصویربرداری
  - بیوپسی آندومتر، برای تأیید تخمک گذاری و بررسی پوشش داخلی رحم.
  - لاپاروسکوپی، که به ارائه دهنده اجازه می‌دهد تا اندام‌های لگن را بررسی کند.
  - فرتیلوسکوپی، یک تکنیک جراحی نسبتاً جدید است که برای تشخیص زودهنگام (و درمان فوری)
  - پاپ اسمیر، برای بررسی علائم عفونت.
  - معاینه لگن، برای بررسی ناهنجاری‌ها یا عفونت‌ها.
  - آزمایش پس از مقاربت، که بلافاصله پس از مقاربت برای بررسی مشکلات بقای اسپرم در مخاط دهانه رحم انجام می‌شود (در حال حاضر به دلیل غیرقابل اطمینان بودن آزمایش استفاده نمی‌شود).
  - هیستروسالپنگوگرافی یا سونوسالپنگوگرافی، برای بررسی باز بودن لوله
  - سونو هیستروگرافی برای بررسی ناهنجاری‌های رحمی.

تکنیک‌های آزمایش ژنتیکی برای شناسایی هرگونه جهش در ژن‌های مرتبط با ناباروری زنان در دست توسعه هستند.
تشخیص اولیه و درمان نازایی معمولاً توسط متخصصان زنان و زایمان یا ماما انجام می‌شود. اگر درمان‌های اولیه موفقیت‌آمیز نباشند، معمولاً به پزشکانی که دارای فلوشیپ در زمینه ناباروری هستند، ارجاع داده می‌شوند. متخصص غدد تولید مثل معمولاً متخصصان زنان و زایمان هستند که آموزش‌های پیشرفته‌ای در زمینه غدد تولید مثل و نازایی (مربوط در آمریکای شمالی) دیده‌اند. این پزشکان اختلالات تولید مثل را نه تنها در زنان، بلکه در مردان، کودکان و نوجوانان نیز درمان می‌کنند.
معمولاً مراکز پزشکی غدد تولید مثل و نازایی زنان را برای مراقبت‌های عمومی زایمان پذیرش نمی‌کنند. این مراکز عمدتاً بر کمک به زنان برای باردار شدن و اصلاح هر گونه مشکل مرتبط با از سقط مکرر بارداری متمرکز هستند.

### تعریف
تعریف واحدی برای نازایی زنان وجود ندارد، زیرا این تعریف به ویژگی‌های اجتماعی و فیزیکی بستگی داشته که ممکن است بر اساس فرهنگ و وضعیت متفاوت باشد. دستورالعمل‌های NICE بیان می‌کنند که: «زنی در سن باروری که پس از ۱ سال رابطه جنسی واژینال بدون محافظت باردار نشده است، در غیاب هر گونه علت شناخته شده‌ای برای نازایی، باید ارزیابی و بررسی بالینی بیشتری به همراه شریک خود دریافت کند.» همچنین توصیه می‌شود که اگر زن ۳۶ سال یا بیشتر سن داشته باشد، یا اگر علت بالینی شناخته شده‌ای برای نازایی وجود داشته باشد یا سابقه عواملی که ممکن است منجر به نازایی شوند، وجود داشته باشد، زودتر با یک متخصص باروری مشاوره انجام شود. بر اساس تعریف سازمان جهانی بهداشت (WHO)، نازایی به عنوان ناتوانی در باردار شدن، حفظ بارداری یا به دنیا آوردن زنده توصیف می‌شود. تعریف بالینی نازایی توسط WHO و ICMART «بیماری سیستم تولید مثل است که با عدم دستیابی به بارداری بالینی پس از ۱۲ ماه یا بیشتر از رابطه جنسی منظم بدون محافظت تعریف می‌شود.» نازایی همچنین می‌تواند به نازایی اولیه و ثانویه تقسیم شود. نازایی اولیه به ناتوانی در زایمان اشاره دارد، چه به دلیل ناتوانی در باردار شدن یا حمل یک کودک به زایمان زنده، که ممکن است شامل سقط جنین یا تولد نوزاد مرده باشد. نازایی ثانویه به ناتوانی در باردار شدن یا زایمان اشاره دارد زمانی که بارداری یا زایمان زنده قبلی وجود داشته باشد.

## پیشگیری
نازایی اکتسابی در زنان ممکن است از طریق مداخلات شناسایی شده پیشگیری شود. این مداخلات می‌توانند شامل موارد زیر باشند:
- حفظ یک سبک زندگی سالم بسیار مهم است. ورزش بیش از حد، مصرف کافئین و الکل، و سیگار کشیدن همگی با کاهش باروری مرتبط هستند. از سوی دیگر، خوردن یک رژیم غذایی متعادل و مغذی، شامل میوه‌ها و سبزیجات تازه و حفظ وزن طبیعی، با بهبود شانس باروری ارتباط دارد.
- درمان یا پیشگیری از بیماری‌های موجود. شناسایی و کنترل بیماری‌های مزمن مانند دیابت و کم‌کاری تیروئید، شانس باروری را افزایش می‌دهد. رعایت مداوم رابطه جنسی ایمن، احتمال اینکه عفونت‌های مقاربتی بر باروری تأثیر بگذارند را کاهش می‌دهد؛ دریافت درمان سریع برای عفونت‌های مقاربتی احتمال آسیب‌های جدی ناشی از این عفونت‌ها را کاهش می‌دهد. معاینات فیزیکی منظم (از جمله آزمایش پاپ اسمیر) به شناسایی نشانه‌های اولیه عفونت‌ها یا ناهنجاری‌ها کمک می‌کند.
- عدم تأخیر در والد شدن. باروری در نهایت قبل از یائسگی متوقف نمی‌شود، اما از سن ۲۷ سالگی شروع به کاهش می‌کند و پس از سن ۳۵ سالگی با سرعت بیشتری کاهش می‌یابد. زنانی که مادران بیولوژیکی‌شان با مشکلات غیرعادی یا ناهنجار در زمینه بارداری مواجه بوده‌اند، ممکن است در معرض خطر خاصی برای برخی شرایط، مانند یائسگی زودرس، قرار داشته باشند که با عدم تأخیر در والد شدن می‌توانند کاهش یابند.
- انجماد تخمک. یک زن می‌تواند تخمک‌های خود را فریز کند تا باروری‌اش را حفظ نماید. با استفاده از فریز کردن تخمک در سال‌های اوج باروری، تخمک‌های زن به صورت کریوژنیک فریز می‌شوند و برای استفاده در آینده آماده می‌شوند که این کار شانس ناباروری زنان را کاهش می‌دهد.

## درمان
هیچ روشی برای معکوس کردن سن بالای مادر وجود ندارد، اما فناورهای کمک‌باروری برای بسیاری از علل ناباروری در زنان پیش از یائسگی وجود دارد، از جمله:
- القای تخمک گذاری برای عدم تخمک گذاری
  - ناباروری زنان در نقاط مختلف جغرافیایی جهان به شدت متفاوت است. در سال ۲۰۱۰، تخمین زده می‌شد که ۴۸٫۵ میلیون زوج نابارور در سراسر جهان وجود دارد و از سال ۱۹۹۰ تا ۲۰۱۰ تغییر چندانی در سطوح ناباروری در بیشتر نقاط جهان مشاهده نشد. در سال ۲۰۱۰، کشورهایی با پایین‌ترین نرخ ناباروری زنان شامل کشورهای آمریکای جنوبی مانند پرو، اکوادور و بولیوی، همچنین لهستان، کنیا و کره جنوبی بودند. مناطق با بالاترین نرخ‌ها شامل اروپای شرقی، شمال آفریقا، خاورمیانه، اقیانوسیه و آفریقای زیر صحرایی بودند. شیوع ناباروری اولیه از سال ۱۹۹۰ افزایش یافته است، اما ناباروری ثانویه به‌طور کلی کاهش یافته است. نرخ‌ها (اگرچه نه شیوع) ناباروری زنان در مناطق با درآمد بالا، اروپا مرکزی/شرقی و آسیای مرکزی کاهش یافته است. ناباروری زنان در سطح جهانی شایع است. لقاح مصنوعی برای مثال در ناهنجاری‌های لوله رحمی

## اپیدمیولوژی
ناباروری زنان در نقاط مختلف جغرافیایی جهان به شدت متفاوت است. در سال ۲۰۱۰، تخمین زده می‌شد که ۴۸٫۵ میلیون زوج نابارور در سراسر جهان وجود دارد و از سال ۱۹۹۰ تا ۲۰۱۰ تغییر چندانی در سطوح ناباروری در بیشتر نقاط جهان مشاهده نشد. در سال ۲۰۱۰، کشورهایی با پایین‌ترین نرخ ناباروری زنان شامل کشورهای آمریکای جنوبی مانند پرو، اکوادور و بولیوی، همچنین لهستان، کنیا و کره جنوبی بودند. مناطق با بالاترین نرخ‌ها شامل اروپای شرقی، شمال آفریقا، خاورمیانه، اقیانوسیه و آفریقای جنوب صحرا بودند. شیوع ناباروری اولیه از سال ۱۹۹۰ افزایش یافته است، اما ناباروری ثانویه به‌طور کلی کاهش یافته است. نرخ‌ها (اگرچه نه شیوع) ناباروری زنان در مناطق با درآمد بالا، اروپا مرکزی/شرقی و آسیای مرکزی کاهش یافته است. ناباروری زنان در سطح جهانی شایع است.

### آفریقا
کشورهای جنوب صحرای آفریقا از سال ۱۹۹۰ تا ۲۰۱۰ سطوح ناباروری اولیه را کاهش داده است. در این منطقه، نرخ‌ها در کنیا، زیمبابوه و رواندا پایین‌ترین بودند، در حالی که بالاترین نرخ‌ها در گینه، موزامبیک، آنگولا، گابن و کامرون به همراه شمال آفریقا نزدیک خاورمیانه مشاهده شد. طبق گزارش DHS در سال ۲۰۰۴، نرخ‌ها در آفریقا در آفریقای میانه و جنوب صحرا بالاترین بودند و نرخ‌های آفریقای شرقی نیز به آن نزدیک بود.

### آسیا
در آسیا، بالاترین میزان ناباروری ثانویه و اولیه ترکیبی در منطقه مرکزی جنوب و سپس در منطقه جنوب شرقی، با کمترین میزان در مناطق غربی بود.

### آمریکای لاتین و کارائیب
شیوع ناباروری زنان در منطقه آمریکای لاتین/کارائیب معمولاً کمتر از شیوع جهانی است. با این حال، بالاترین نرخ‌ها در جامائیکا، سورینام، هاییتی و ترینیداد و توباگو مشاهده شد. آمریکای مرکزی و غربی دارای برخی از پایین‌ترین نرخ‌های شیوع هستند. بالاترین مناطق در آمریکای لاتین و کارائیب در جزایر کارائیب و کشورهای کمتر توسعه‌یافته قرار دارند.

## جامعه و فرهنگ

### انگ اجتماعی
انگ اجتماعی ناشی از ناباروری در بسیاری از فرهنگ‌ها در سراسر جهان به اشکال مختلف دیده می‌شود. اغلب، زمانی که زنان نمی‌توانند باردار شوند، تقصیر به گردن آن‌ها انداخته می‌شود، حتی زمانی که تقریباً ۵۰٪ از مشکلات ناباروری از طرف مردان است. علاوه بر این، بسیاری از جوامع تنها زمانی به ارزش یک زن توجه می‌کنند که او بتواند حداقل یک فرزند به دنیا بیاورد و یک ازدواج می‌تواند زمانی شکست‌خورده محسوب شود که زوج نتوانند باردار شوند. عمل باردار شدن می‌تواند به تحقق ازدواج زوج مرتبط باشد و نقش اجتماعی آن‌ها در جامعه را منعکس کند.
این موضوع در «کمربند ناباروری آفریقا» مشاهده می‌شود، جایی که ناباروری در آفریقا شایع است و شامل کشورهایی از تانزانیا در شرق تا گابون در غرب می‌شود. در این منطقه، ناباروری به شدت دارای بدنامی اجتماعی است و می‌تواند به عنوان شکست زوج در برابر جوامع خود در نظر گرفته شود. این موضوع در اوگاندا و نیجریه که فشار زیادی بر روی فرزندآوری و پیامدهای اجتماعی آن وجود دارد، نشان داده می‌شود. این همچنین در برخی جوامع مسلمان از جمله مصر و پاکستان دیده می‌شود.
در ایالات متحده و در سراسر جهان، ناباروری و ناباروری زنان به‌طور کلی یک بیماری نامرئی اما ناتوان‌کننده است که بدنامی اجتماعی داشته و مورد تحقیر قرار می‌گیرد. اما در سال‌های اخیر، بسیاری شروع به شکایت از سازمان‌ها برای پوشش بیمه ناباروری کرده‌اند، زیرا قانون آمریکاییان با ناتوانی (ADA) ناباروری را به عنوان یک ناتوانی شناسایی کرده است. این با این حال بدنامی دیگری به زنان مبتلا به ناباروری اضافه می‌کند، زیرا واژه ناتوانی در جوامع مختلف جهان بار معنایی منفی دارد.
ثروت گاهی با تعداد فرزندان یک زن و همچنین ارث بردن از اموال اندازه‌گیری می‌شود. فرزندان می‌توانند به طرق مختلف بر امنیت مالی تأثیر بگذارند. در نیجریه و کامرون، ادعاهای مربوط به زمین بر اساس تعداد فرزندان تعیین می‌شود. همچنین، در برخی از کشورهای جنوب صحرای آفریقا، ممکن است به زنانی که فرزندی ندارد، ارثی تعلق نگیرد. در برخی از کشورهای آفریقایی و آسیایی، شوهر می‌تواند همسر نابارور خود را از غذا، سرپناه و دیگر نیازهای اساسی مانند لباس محروم کند. در کامرون، یک زن ممکن است دسترسی به زمین شوهرش را از دست بدهد و در سنین بالا به تنهایی رها شود.
در بسیاری از موارد، زنی که نمی‌تواند فرزند به دنیا بیاورد از رویدادهای اجتماعی و فرهنگی از جمله مراسم سنتی کنار گذاشته می‌شود. این بدنامی در موزامبیک و نیجریه دیده می‌شود، جایی که با زنان نابارور به عنوان طرد شده‌های از جامعه مورد رفتار می‌شود. این یک عمل تحقیرآمیز است که زنان نابارور را در جامعه بی‌ارزش می‌کند. در سنت مکوآ، بارداری و زایمان به عنوان رویدادهای مهم زندگی برای یک زن در نظر گرفته می‌شوند، با مراسم nthaa'ra و ntha'ara no mwana که تنها زنان بادار و مادران دارای فرزند می‌توانند در آن شرکت کنند.
اثر ناباروری می‌تواند منجر به شرم اجتماعی ناشی از هنجارهای داخلی و اجتماعی پیرامون بارداری شود که بر زنان در سرتاسر جهان تأثیر می‌گذارد. وقتی بارداری به عنوان یک رویداد بسیار مهم در زندگی در نظر گرفته می‌شود و به عنوان یک «وضعیت اجتماعی غیرقابل قبول» تلقی می‌شود، می‌تواند به جستجوی درمان در قالب درمانگران سنتی و درمان‌های گران‌قیمت غربی منجر شود. دسترسی محدود به درمان در بسیاری از مناطق می‌تواند به اقداماتی افراطی و گاهی غیرقانونی برای فرزندآوری منجر شود.

### نقش زناشویی
در برخی کشورها، مردان زمانی که همسر اولشان نمی‌تواند فرزند به دنیا بیاورد ممکن است همسر دیگری انتخاب کنند، با این امید که با خوابیدن با زنان بیشتر، بتوانند فرزند داشته باشند. این موضوع در برخی جوامع، از جمله کامرون، نیجریه، موزامبیک، مصر، بوتسوانا و بنگلادشو بسیاری دیگر که چندهمسری رایج‌تر و از نظر اجتماعی قابل قبول‌تر است، شایع است. در زوج‌هایی که در باردار شدن ناموفق هستند، نرخ طلاق تقریباً ۳٫۵ برابر بیشتر از زوج‌هایی است که بارور هستند. این آمار بر اساس موارد ناباروری زنان است.
در برخی فرهنگ‌ها، از جمله بوتسواناو نیجریه، زنان می‌توانند زنی را انتخاب کنند که به شوهرشان اجازه می‌دهند با او بخوابد به امید اینکه فرزندی به دنیا بیاورد. زنانی که امیدی برای داشتن فرزند ندارند ممکن است با شوهرشان توافق کنند تا زنی را انتخاب کند و وظایف مراقبت از فرزندان را بپذیرد تا در جامعه احساس پذیرش و مفید بودن کنند.
زنان همچنین ممکن است با مردان دیگر بخوابند به امید اینکه باردار شوند. این کار می‌تواند به دلایل مختلفی انجام شود، از جمله مشاوره از یک درمانگر سنتی یا بررسی اینکه آیا مرد دیگری با آنها «سازگارتر» است. در بسیاری از موارد، شوهر از روابط جنسی زن با فرد دیگر آگاه نبوده و اگر زنی توسط مرد دیگری باردار می‌شد، به او اطلاع داده نمی‌شد.با این حال، این موضوع به اندازه دیگر موارد از نظر فرهنگی قابل قبول نیست و می‌تواند به رنج‌های جنسیتی زنان که گزینه‌های کمتری برای باردار شدن به تنهایی دارند، دامن بزند.
مردان و زنان همچنین می‌توانند به طلاق روی آورند تا به دنبال شریک جدیدی باشند که با او دارای فرزند شوند. ناباروری در بسیاری از فرهنگ‌ها دلیلی برای طلاق است و راهی برای مرد یا زن برای افزایش شانس خود در تولید وارث است. وقتی زنی طلاق می‌گیرد، ممکن است امنیتی که معمولاً با زمین، ثروت و خانواده همراه است را از دست بدهد. این موضوع می‌تواند به ازدواج‌ها آسیب بزند و منجر به بی‌اعتمادی در رابطه شود. افزایش تعداد شرکای جنسی می‌تواند به گسترش بیماری‌ها از جمله ایدز منجر شود و در واقع به ناباروری نسل‌های آینده کمک کند.

### آزار خانگی
فشار عاطفی و استرسی که با ناباروری در خانواده همراه است می‌تواند به بدرفتاری و آزار خانگی زنان منجر شود. بی‌ارزش شدن همسر به دلیل ناتوانی در باردار شدن می‌تواند به آزار خانگی و آسیب‌های عاطفی مانند سرزنش قربانی منجر گردد. زنان گاهی یا اغلب به عنوان علت ناباروری زوج‌ها سرزنش می‌شوند که می‌تواند به آزار عاطفی، اضطراب و شرم منجر شود. علاوه بر این، معمولاً سرزنش ناتوانی در باردار شدن بر دوش زن گذاشته می‌شود، حتی اگر مرد نابارور باشد. زنانی که نمی‌توانند باردار شوند ممکن است گرسنگی کشیده، کتک‌خورده و از نظر مالی توسط شوهرشان مورد بی‌توجهی قرار بگیرند. آزار جسمی مرتبط با ناباروری ممکن است از این وضعیت و استرس عاطفی ناشی از آن باشد. در برخی کشورها، آزارهای عاطفی و جسمی که با ناباروری همراه است می‌تواند به حمله، قتل و خودکشی منجر شود.

### تأثیر ذهنی و روانی
بسیاری از زنان نابارور با استرس شدید و انگ اجتماعی ناشی از وضعیت خود دست و پنجه نرم می‌کنند که می‌تواند منجر به ناراحتی‌های روانی قابل توجهی شود. استرس طولانی‌مدت ناشی از تلاش برای باردار شدن و فشارهای اجتماعی مرتبط با زایمان می‌تواند به ناراحتی عاطفی منجر شود که ممکن است به صورت بیماری‌های روانی بروز کند. زنان مبتلا به ناباروری ممکن است با استرس‌های روانی مانند انکار، خشم، اندوه، گناه و افسردگی مواجه شوند. ممکن است شرم اجتماعی قابل توجهی وجود داشته باشد که منجر به احساسات شدید غم و ناامیدی شود که به وقوع افسردگی و خودکشی کمک کند. پیامدهای ناشی از ناباروری عواقب بزرگی برای سلامت روان یک زن نابارور به دلیل فشارهای اجتماعی و اندوه شخصی ناشی از ناتوانی در زایمان دارد. دامنه مسائل روانی مربوط به ناباروری در زنان بسیار گسترده است و می‌تواند شامل احساس حقارت، استرس در روابط بین فردی و احتمالاً افسردگی شدید یا اضطراب باشد. با توجه به تأثیرات ناباروری بر زندگی اجتماعی، اهمیت فرهنگی و عوامل روانی، «ناباروری به عنوان یکی از بزرگ‌ترین عوامل استرس‌زای زندگی طبقه‌بندی شده است.»

### تأثیر عاطفی درمان ناباروری
بسیاری از زنان گزارش داده‌اند که درمان ناباروری برایشان استرس‌زا بوده و باعث بروز مشکلاتی در روابطشان با شریک زندگی‌شان شده است. ترس از شکست مهم‌ترین مانع برای درمان بوده است. در موارد مورد مطالعه، زنان معمولاً عوارض منفی بیشتری از ناباروری و درمان‌ها نسبت به مردان تجربه می‌کنند. حمایت روانی برای محدود کردن احتمال ترک درمان ناباروری و کاهش سطح استرس که به شدت با نرخ‌های پایین بارداری مرتبط است، اساسی است. علاوه بر این، برخی داروها (به ویژه سیترات کلومیفن) که در درمان استفاده می‌شوند، عوارض جانبی متعددی دارند که می‌تواند عامل خطر مهمی برای رشد افسردگی باشد.